# Marcel Wittrisch

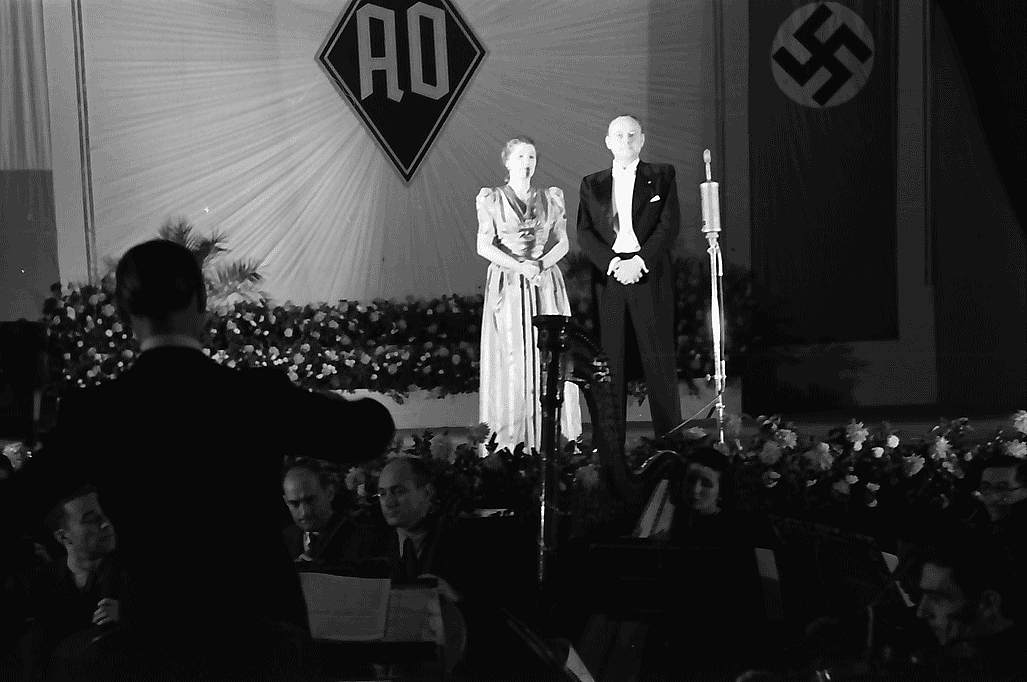
Marcel Wittrisch und Lore Hoffmann (1942)

Hermann Marcel Wittrisch (* 1. Oktober 1903 in Antwerpen; † 3. Juni 1955 in Stuttgart) war ein deutscher Opernsänger (Tenor). Seine Gesangsmanier war deutlich am Vorbild Richard Tauber orientiert.

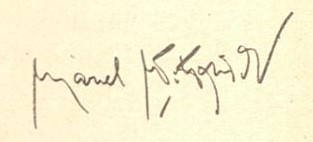
Signatur (1938)

## Leben
Marcel Wittrisch war Sohn eines Pelzhändlers. Er besuchte in Leipzig zunächst die Handelshochschule, studierte dann Gesang in Leipzig, später in München. Abgeschlossen wurde das Studium durch einen Aufenthalt in Mailand. Er hatte am 1. Januar 1925 sein Debüt am Theater von Halle (Saale) mit der Partie des Konrad in Heinrich Marschners Oper Hans Heiling. 1926 übersiedelte er an das Opernhaus am Steinweg in Braunschweig und war ab 1929 in Berlin tätig. Er wohnte in der Arnimallee 16–18 im Berliner Ortsteil Dahlem.
Seine Karriere in Berlin begann Silvester 1928 mit der Rolle des Pygmalion in Franz von Suppés Die schöne Galathée. Bis zur Schließung aller Theater im Zuge des „totalen Krieges“ 1944 war er eines der Glanzlichter an der Berliner Staatsoper Unter den Linden.
Er beherrschte gleichermaßen das deutsche wie das italienische und französische Fach und galt als vorzüglicher Mozarttenor. 1931 gastierte er mit größtem Erfolg als Tamino in der Zauberflöte im Royal Opera House Covent Garden in London. Er wirkte an einigen Uraufführungen mit, darunter am 21. Januar 1934 in Alexander von Zemlinskys Der Kreidekreis und 1937 im Rembrandt van Rijn von Paul von Klenau. Seine Paraderolle war aber die Titelrolle des Lohengrin, u. a. bei den Bayreuther Festspielen 1937. Als Liedinterpret trat Wittrisch gemeinsam mit dem Pianisten Sebastian Peschko hervor. Wittrisch stand 1944 in der Gottbegnadeten-Liste des Reichsministeriums für Volksaufklärung und Propaganda.
Marcel Wittrisch ist begraben auf dem Waldfriedhof Stuttgart (Abt. 01 c).

## Tondokumente
Von 1926 bis 1927 war Wittrisch bei der Schallplattenfirma Vox unter Vertrag und ab 1927 bei der Electrola, wo er in den folgenden 12 Jahren 317 Schallplattenaufnahmen machte. 1933 bis 1935 kamen einige Telefunkenplatten dazu, 1949 nahm er für die Decca auf. Für die Electrola entstand 1930 eine Schallplatte mit den Comedian Harmonists in Berlin mit den Titeln Träume, die nur um deine Liebe sich drehen und Ich träum’ von einer Märchennacht.
Er hinterließ der Nachwelt fast 400 Plattenaufnahmen: einzelne Opernarien, Schlager (darunter das erfolgreiche Oh Donna Clara, 1930), Volkslieder und Operettenaufnahmen.
Veröffentlicht wurden auch zwei Berliner Rundfunkaufnahmen unter Heinrich Steiner: Der Freischütz (Ausschnitte, 1936) und Eine Nacht in Venedig (1938).

## Filmografie
- 1930: Liebling der Götter (1930)
- 1930: Gigolo
- 1930: Das Lied ist aus, Musik: Robert Stolz
- 1931: Liebeskommando
- 1932: Es war einmal ein Walzer, Musik: Franz Lehár
- 1933: Die Stimme der Liebe, Musik: Eduard Künneke